# Українська дипломатична енциклопедія
Українська дипломатична енциклопедія — енциклопедичне довідково-аналітичне видання у 2 томах, присвячене дипломатичній тематиці, у якому в доступній формі на відповідному науковому рівні та на основі новітніх методологій викладено ключові питання історії зовнішньої політики й дипломатії України, теорії та історії міжнародних відносин, дипломатичної й консульської служби, найважливіших проблем сучасності, міжнародного права, міжнародної інформації та міжнародних економічних відносин.

## Редакційна колегія
Л. В. Губерський (голова), В. А. Вергун, В. І. Головченко, В. П. Гондюл, К. І. Грищенко, О. В. Задорожній (заступник голови), В. Г. Кремень, В. П. Крижанівський, І. Ф. Курас, В. М. Литвин, Є. А. Макаренко, В. А. Манжола, В. М. Матвієнко (відповідальний секретар), О. С. Онищенко, В. А. Смолій, Д. В. Табачник (заступник голови), А. С. Філіпенко, Ю. С. Шемшученко.
Інститут міжнародних відносин Київського національного університету імені Тараса Шевченка.

## Присвячено
170-й річниці Київського національного університету імені Тараса Шевченка та 60-річчю Інституту міжнародних відносин Київського національного університету імені Тараса Шевченка.

## Про енциклопедію
За усталеною традицією вітчизняних та іноземних енциклопедично-довідкових видань, статті розташовані за алфавітом, їхні назви подані як в однині (Автаркія), так і в множині, коли є необхідність висвітлити в одній статті кілька схожих подій, процесів і явищ чи поняття й терміни міжнародного права та дипломатичної служби.
Близько третини статей (із загальної кількості 3,7 тисяч) стосуються сучасного стану й історії української дипломатії, зовнішньо-політичної діяльності держав і державних утворень, які існували на території України в різні періоди її історії, місця українського питання та способів його розв'язання в політиці провідних держав регіону. Енциклопедія містить біографічні довідки практично про всіх вітчизняних керманичів і дипломатів, що залишили свій слід у буремних подіях двох національних революцій (1648–1676 і 1917–1920 рр.), глав держави та урядів, керівників зовнішньополітичного відомства та інших державних інституцій, відповідальних за сферу зовнішніх зносин, послів незалежної України.
Значну увагу у виданні приділено висвітленню глобальних і міждержавних  процесів, кризових явищ і шляхів їх подолання. Енциклопедія містить політичні біографії лідерів країн «великої вісімки», держав-учасниць СНД і суміжних з Україною держав, її стратегічних партнерів, а також провідних діячів країн «третього світу», що розвивають і мають намір поглиблювати взаємовигідну співпрацю з Україною. Зазначено голів дипломатичних місій та послів іноземних держав, які скеровувались до України, починаючи з часів Київської Русі. Енциклопедію підготовлено професорсько-викладацьким  колективом Інституту міжнародних відносин Київського національного університету імені Т.Г. Шевченка із залученням провідних фахівців інших підрозділів Університету й інститутів НАН України.
Перший том Української дипломатичної енциклопедії вміщує статті від «А» до «Л» та має 760 сторінок.

Українська дипломатична енциклопедія, том 1

Другий том Української дипломатичної енциклопедії вміщує статті від «М» до «Я» та має 812 сторінок.

Українська дипломатична енциклопедія, том 2

## Зміст
том 1
- Колектив авторів
- Привітальне слово Віктора Скопенка
- Передмова
- Як користуватися енциклопедією
- Статті від А до Л
- Список умовних скорочень

том 2
- Статті від М до Я
- Список умовних скорочень
- Список абревіатур
- Латинські терміни та вирази, що вживаються в енциклопедії
- Перелік статей від А до Я